# Passage Alexandrov
Le passage Alexandrov (en russe Александровский Пассаж, tatar : Александров пассажы) est un édifice historique du centre-ville de Kazan en Russie. Inscrit au patrimoine protégé de la ville, il a été construit en 1880-1883. C'est un ancien immeuble de rapport avec un passage couvert commercial de prestige. 

## Histoire et description

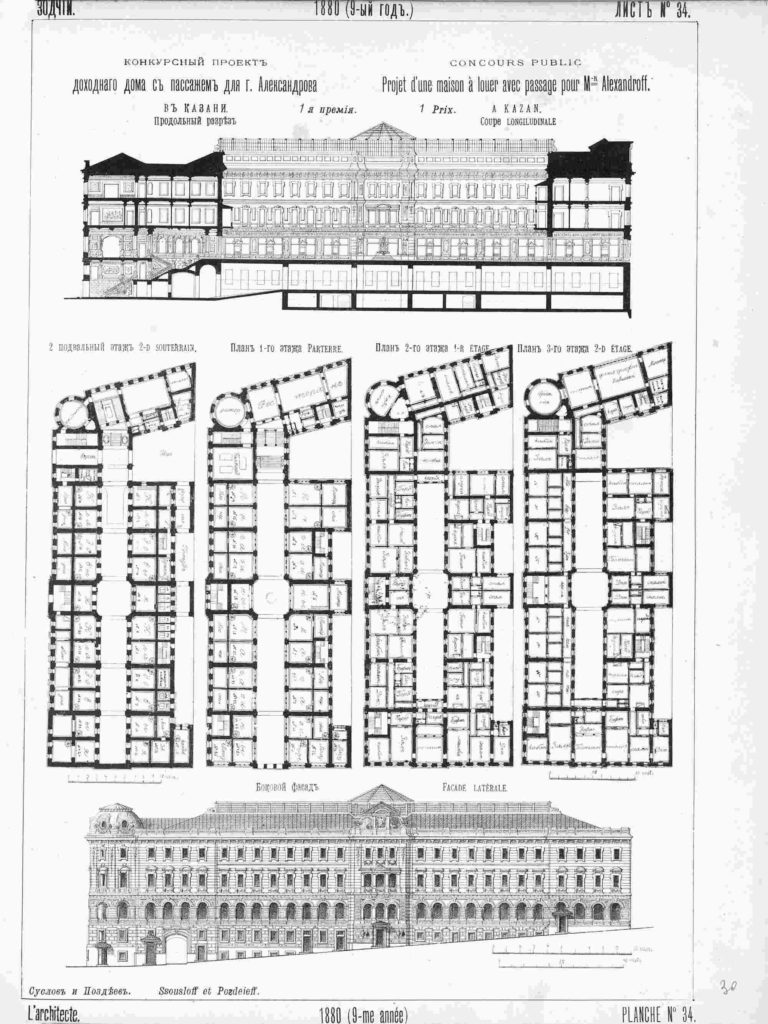
Projet d'une maison de rapport avec passage pour Monsieur Alexandroff (1880).

Le terrain est vendu par le marchand Nazar Ousmanov au riche marchand de la première guilde Alexandre Sergueïevitch Alexandrov, citoyen d'honneur de Kazan et fils du riche marchand de cette même guilde Sergueï Alexandrov (1792-1870), marchand de thé et copropriétaire de la société par actions « Usine des Tanneries de Kazan » et élu deux fois maire de la ville (en 1842-1844 et 1851-1853).
Ce grand immeuble a été construit en 1880-1883 selon les plans des architectes pétersbourgeois Vladimir Souslov et Nikolaï Pozdeïev et les travaux menés par Heinrich Rouch. Il est en style éclectique avec des éléments de décor néobaroque et néorenaissance. Il comprend alors un immeuble d'appartements de rapport avec au rez-de-chaussée un long passage couvert commerçant comprenant vingt-huit boutiques avec des entrepôts en sous-sol communiquant par escaliers intérieurs dans les boutiques et dans la cour pour le transport des marchandises. Dans l'immeuble, on installe des conduites d'égout, des glaciers, caves, hangars à bois et à voitures, buanderies, écuries, ainsi qu'une pièce spéciale pour l'installation d'une machine à vapeur pour l'éclairage électrique.

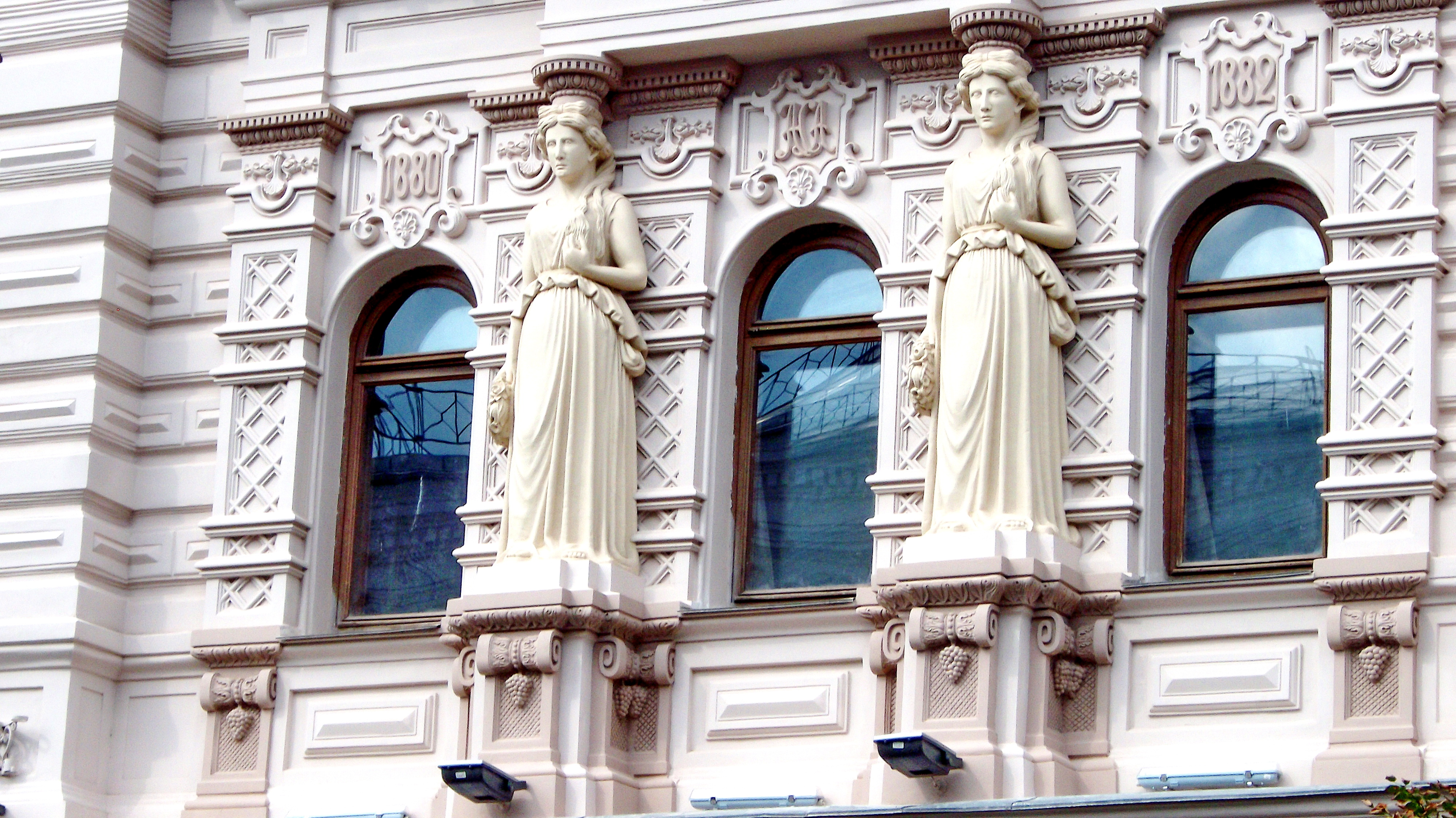
Cariatides de la façade.

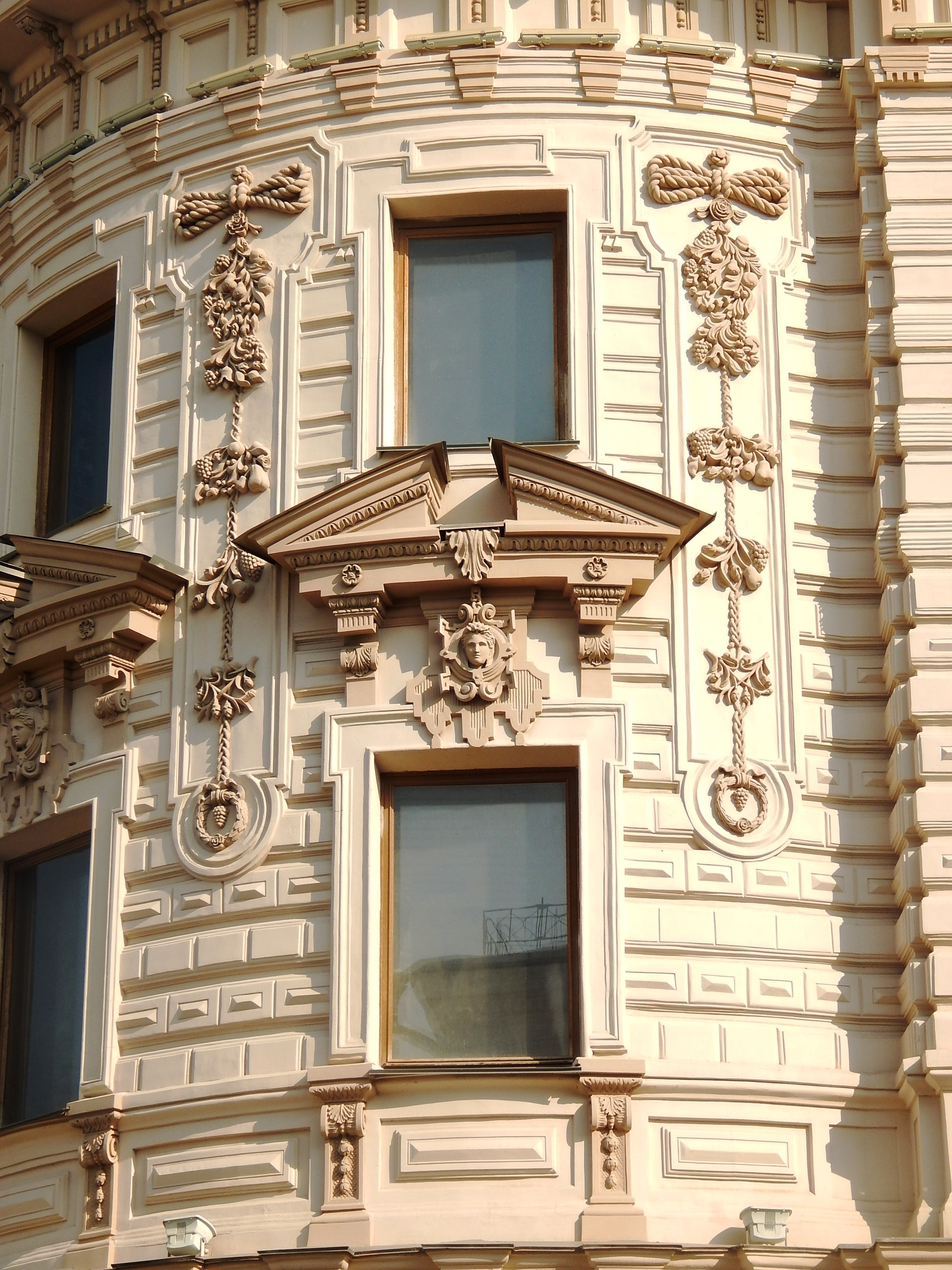
Détail de la façade avec chutes d'ornement.

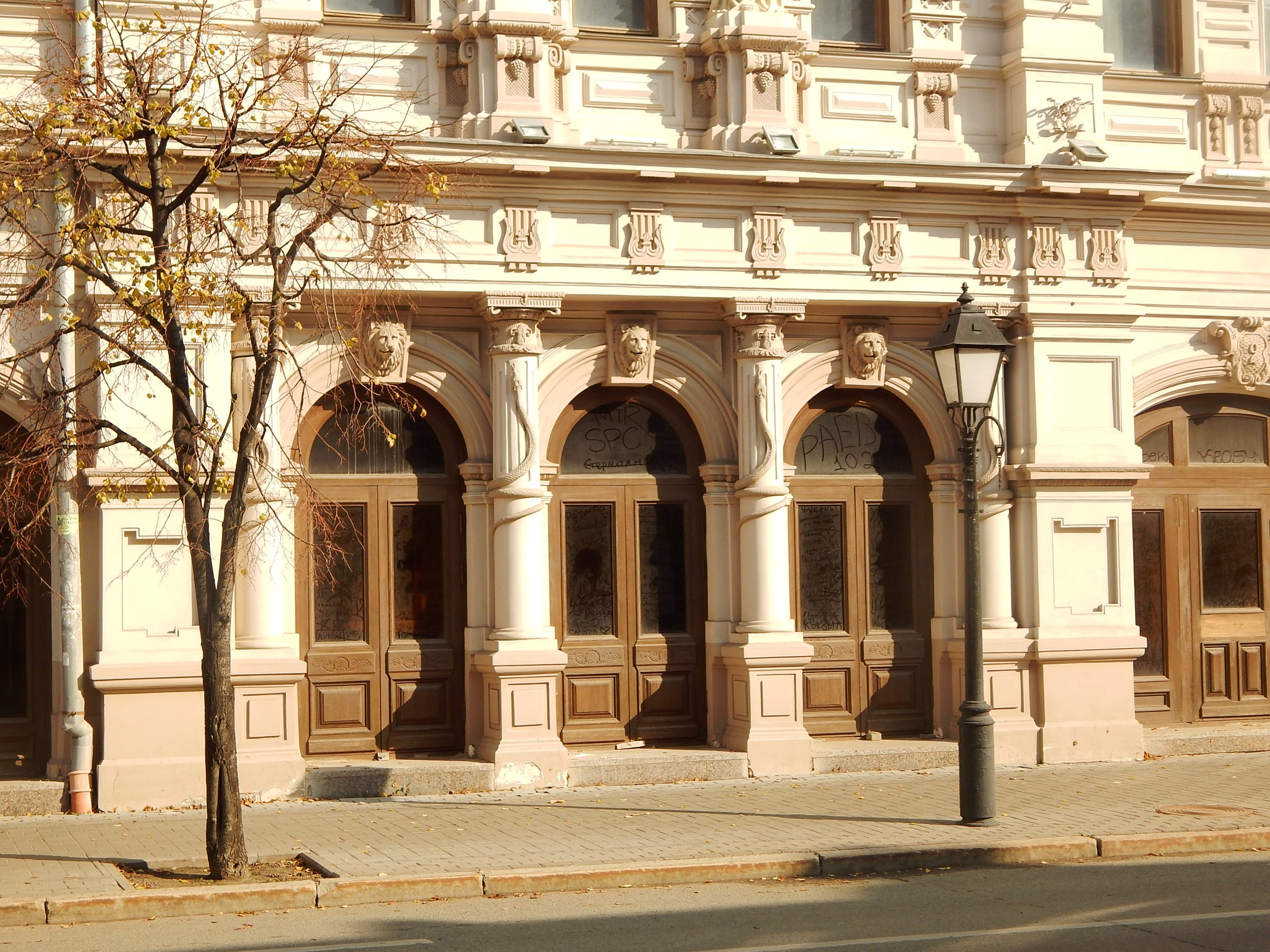
Portes d'entrée du passage.

Sur toute la longueur, on aménage une grande galerie commerçante avec une hauteur de 10 mètres au milieu et plafond vitré, comprenant une coupole vitrée au centre du passage. Elle est décorée également au milieu d'une fontaine alimentant un bassin et les murs sont ornés de niches et de frontons avec des statues. Le passage donne d'un côté rue de la Résurrection (aujourd'hui rue du Kremlin), dont c'est l'entrée principale avec deux cariatides et un grand portique, et de l'autre rue Tchernoozerskaïa. Les boutiques font trois sajines de surface et comprennent chacune une arrière-boutique. Des boutiques occupent alors tout le rez-de-chaussée de la façade de la rue de la Résurrection, tandis qu'un restaurant (le « Palais de Cristal », ouvert jusqu'à la Révolution d'Octobre) occupe celle de l'autre rue, avec le pavillon de la boutique d'un photographe, Le dôme d'angle est pourvu de trois horloges.
Le premier étage est réservé à six appartements de prestige (avec tout le confort moderne de l'époque) dont l'entrée donne sur un escalier d'honneur montant d'un hall (avec ascenseur) dont le portail ouvre sur la ruelle Saints-Pierre-et-Paul (Pétropavlovski pereoulok, aujourd'hui rue Moussa Djalil), avec un escalier de service donnant dans la cour. Au deuxième étage, il y a aussi des appartements et des chambres meublées à louer. Le chauffage est assuré des sous-sols par des poêles pneumatiques dans les appartements, l'approvisionnement en eau par des tuyaux, l'éclairage au gaz et à l'électricité, grâce à un générateur acheté en Allemagne.
Alexandrov inaugure l'immeuble brillant de tous ses lampadaires électriques le 8 novembre 1883. Beaucoup de gens viennent admirer ce nouvel immeuble avec sa somptueuse galerie. Il lui aura coûté 800 000 roubles soit un dixième de sa fortune. Mais il n'en profite pas longtemps : il rend son âme à Dieu le 20 mai 1889. Sa sœur Olga Sergueïevna Heinz (née Alexandrova et récemment veuve) en hérite, mais un an plus tard vend l'ensemble pour 500 000 roubles (alors qu'il en valait le double) à la municipalité de Kazan. Celle-ci continue de recevoir les loyers des appartements et des magasins et y installe aussi un « hôtel du Passage » (en français dans le texte). Plus tard, en 1908, on installe aussi un cinématographe, appelé « Passage » qui est vendu à Hirsch Rosenberg.
Pendant la période soviétique, l'immeuble tombe en complète décrépitude d'année en année, avec une partie qui s'effondre en 1977. Il a été restauré partiellement dans les années 2000, puis à la fin des années 2010.